# Rivellia charbinensis
Rivellia charbinensis är en tvåvingeart som beskrevs av Günther Enderlein 1937. Rivellia charbinensis ingår i släktet Rivellia och familjen bredmunsflugor. Inga underarter finns listade i Catalogue of Life.